# Jameos del Agua

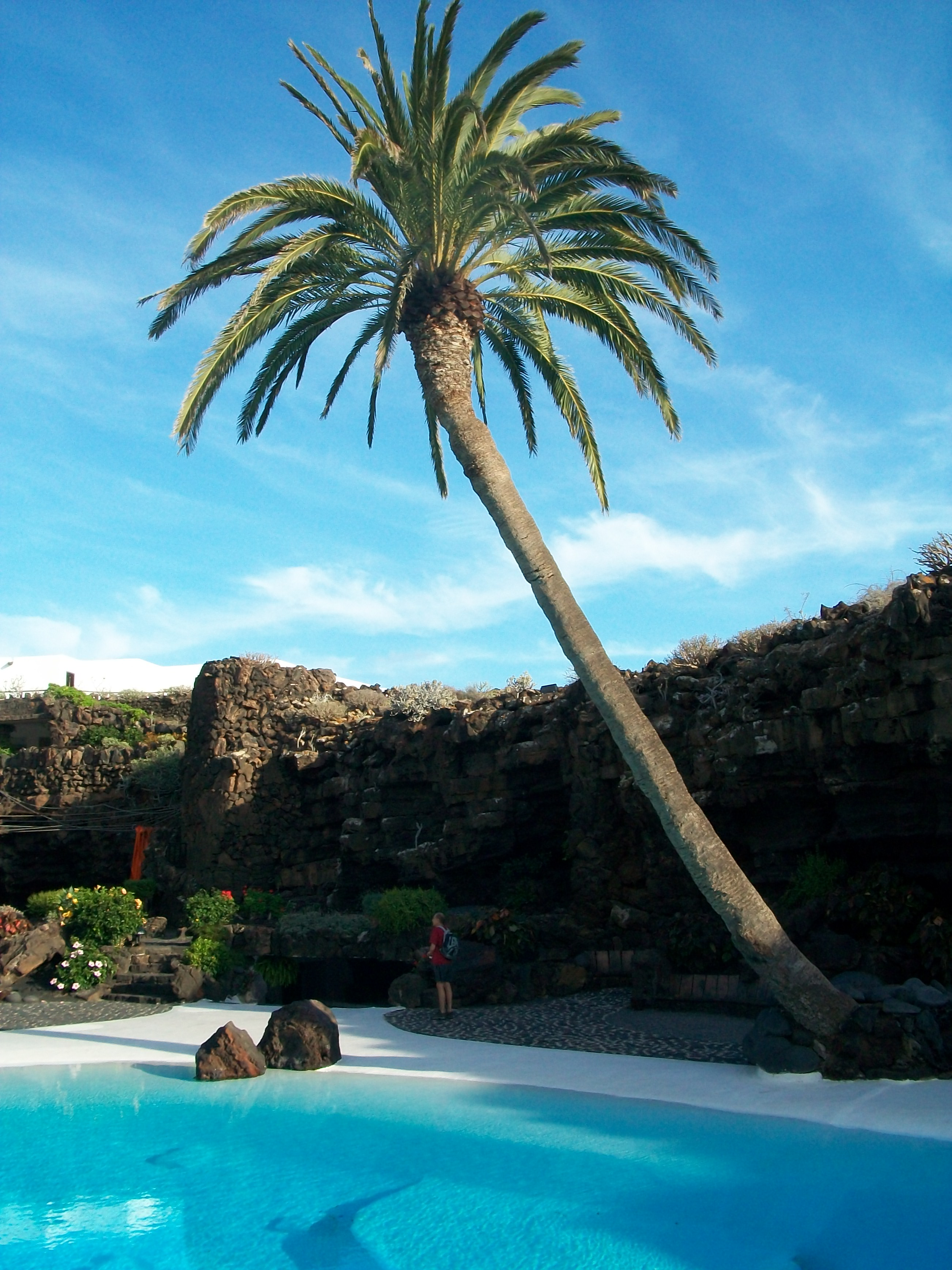
Jameos del Agua: la piscina

Els Jameos del Agua són unes cavitats subterrànies que es troben a la localitat d'Haria, al nord de l'illa de Lanzarote, a les Illes Canàries.

## Descripció
La seva formació és el resultat de l'activitat eruptiva del volcà Corona fa entre 3.000 i 5.000 anys. Aquesta erupció va formar un gran túnel volcànic de més de sis quilòmetres de llarg (de vegades anomenat túnel de l'Atlàntida) entre el con volcànic i l'oceà. Dos dels centres turístics més importants de Lanzarote estan instal·lats en ambdós costats del túnel. Aigües amunt, hi ha la cova de los Verdes, que permet un recorregut subterrani de més d'un quilòmetre i aigües avall, els Jameos del Agua són accessibles en un lloc dissenyat per César Manrique.

## Visita

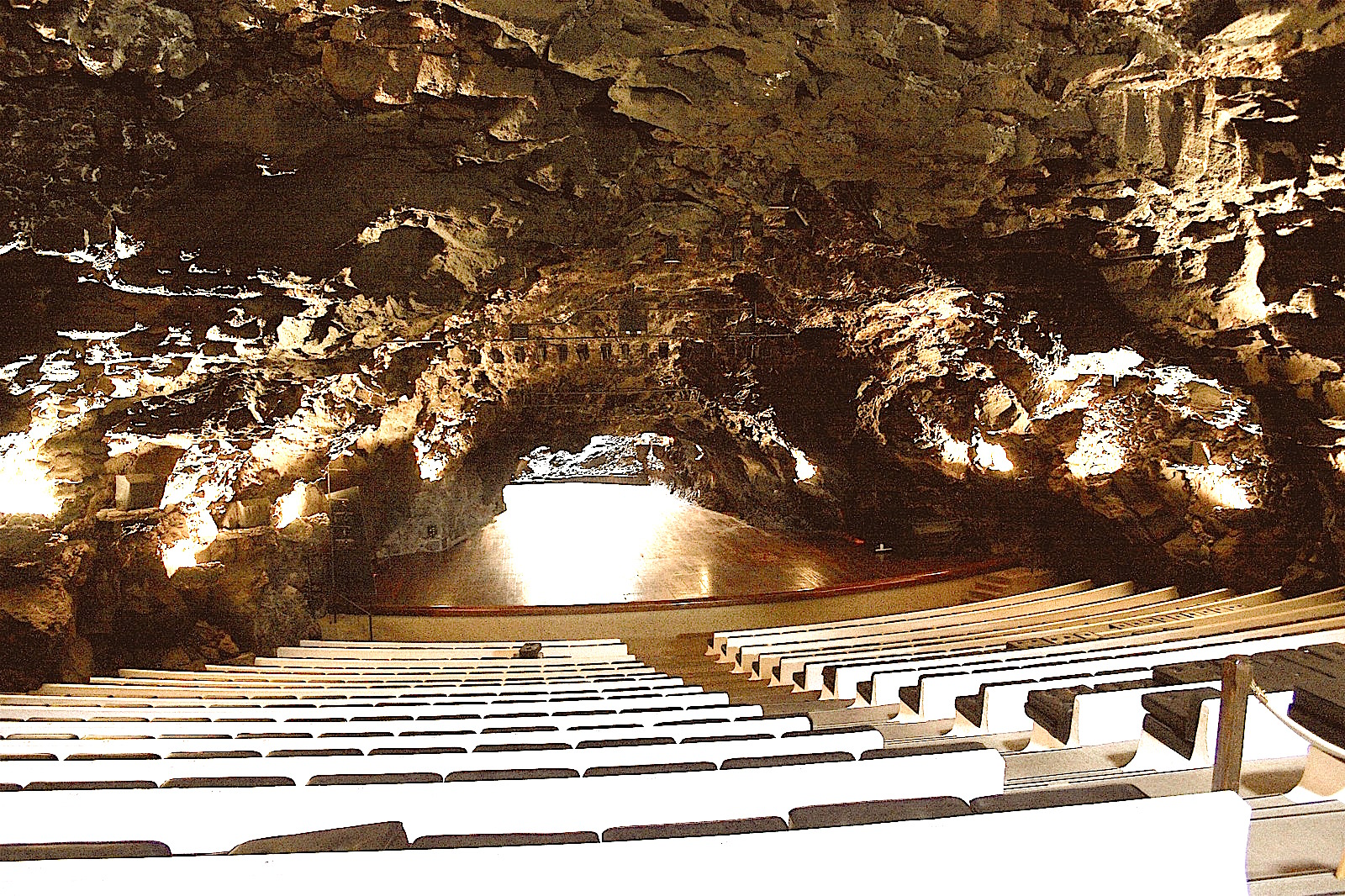
Jameos del Agua: sala de concerts

El recorregut comença pel descens a l'interior del Jameo Chico per una escala de cargol. Vegetació i música ambiental donen a aquest lloc un ambient de calma. A continuació, la ruta condueix els visitants fins al llac de sal i aigua cristal·lina (Jameo Grande), on una paleta de colors espectaculars il·lumina el lloc, sobretot quan la llum del sol entra a través d'un forat al sostre de la cova.
Una porta d'enllaç permet creuar el llac subterrani i contemplar els petits crancs cecs i endèmics (Munidopsis polimorpha). La sortida del Jameo Grande es fa per una sèrie de terrasses de pedra volcànica.
El visitant es troba llavors a la zona dissenyada per César Manrique. Una piscina blanca sorprenent està envoltada de palmeres. A l'extrem occidental del Jameo Grande s'ha establert una sala de concerts amb una capacitat de 600 seients, amb una molt bona acústica. Unes escales en ziga-zaga condueixen el visitant a les terrasses amb vistes panoràmiques i el centre científic de la casa dels Volcans per a l'estudi de vulcanologia. Diverses sales mostren diferents temes sobre els volcans.